# Xian de Zhanyi
Le xian de Zhanyi (沾益县 ; pinyin : Zhānyì Xiàn) est un district administratif de la province du Yunnan en Chine. Il est placé sous la juridiction de la ville-préfecture de Qujing.

## Démographie
La population du district était de 374 709 habitants en 1999.